# (2190) Coubertin
(2190) Coubertin es un asteroide perteneciente al cinturón de asteroides, descubierto el 2 de abril de 1976 por Nikolái Stepánovich Chernyj desde el Observatorio Astrofísico de Crimea (República de Crimea).

## Designación y nombre
Designado provisionalmente como 1976 GV3. Fue nombrado Coubertin en honor al historiador y pedagogo francés Pierre de Coubertin.